# 福斯特费尔德
福斯特费尔德（法語：Forstfeld，法語發音：[fɔʁstfɛld] ⓘ）是法国下莱茵省的一个市镇，属于阿格诺-维桑堡区。

## 地理
福斯特费尔德（48°51'37"N, 8°2'19"E）面积4.9 平方千米，位于法国大東部大區下莱茵省，该省份为法国大陆部分最东部的省份，是阿尔萨斯的一部分，今与上莱茵省组成了阿尔萨斯欧洲集体，其南至上莱茵省，西南接孚日省和默尔特-摩泽尔省，西接摩泽尔省，北与德国接壤。
与福斯特费尔德接壤的市镇（或旧市镇、城区）包括：拜奈姆、阿滕、考弗奈姆、克塞尔多尔、勒伊特奈姆、里泰尔索方、罗珀奈姆。
福斯特费尔德的时区为UTC+01:00、UTC+02:00（夏令时）。

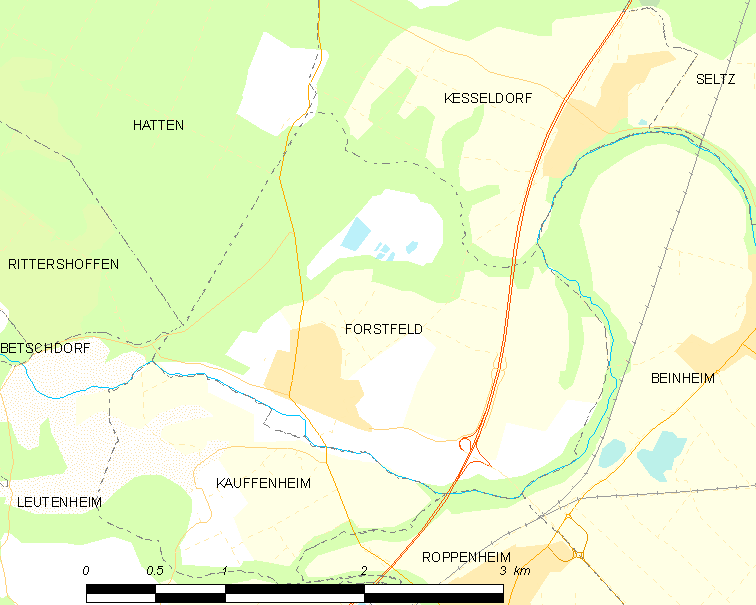
福斯特费尔德的OSM定位图

## 行政
福斯特费尔德的邮政编码为67480，INSEE市镇编码为67140。

## 政治
福斯特费尔德所属的省级选区为比什维莱尔县。

## 人口

1962-2008年间福斯特费尔德人口变化图示

福斯特费尔德于2022年1月1日时的人口数量为810人。